# Hungarobatrachus
A Hungarobatrachus (jelentése: „ magyar béka”) a fejlett békák ranoidae családjának az egyik kihalt neme, ami a felső kréta időszakban (szantóniai korban) élt a mai Magyarország területén. Az iharkúti lelőhely Csehbányai formációjában talált izolált ilia és tibio-fibula alapján ismert. Ezt a nemet Szentesi Zoltán és Venczel Márton nevezte el 2010-ben, a típusfaj pedig a Hungarobatrachus szukacsi.

## Fordítás
Ez a szócikk részben vagy egészben  a   Hungarobatrachus című angol Wikipédia-szócikk ezen változatának fordításán alapul.  Az eredeti cikk szerkesztőit annak laptörténete sorolja fel. Ez a jelzés csupán a megfogalmazás eredetét és a szerzői jogokat jelzi, nem szolgál a cikkben szereplő információk forrásmegjelöléseként.